# Maximiliano, Duque de Hohenberg
Maximiliano, duque de Hohenberg (Maximilian Karl Franz Michael Hubert Anton Ignatius Joseph Maria von Hohenberg; 29 de setembro de 1902 – 8 de janeiro de 1962), era o filho mais velho do arquiduque Francisco Fernando da Áustria e sua esposa Sofia, duquesa de Hohenberg. Por causa do casamento morganático de seus pais, ele foi excluído da sucessão ao trono do Império Austro-húngaro, para o qual seu pai era o herdeiro presuntivo.

## Vida

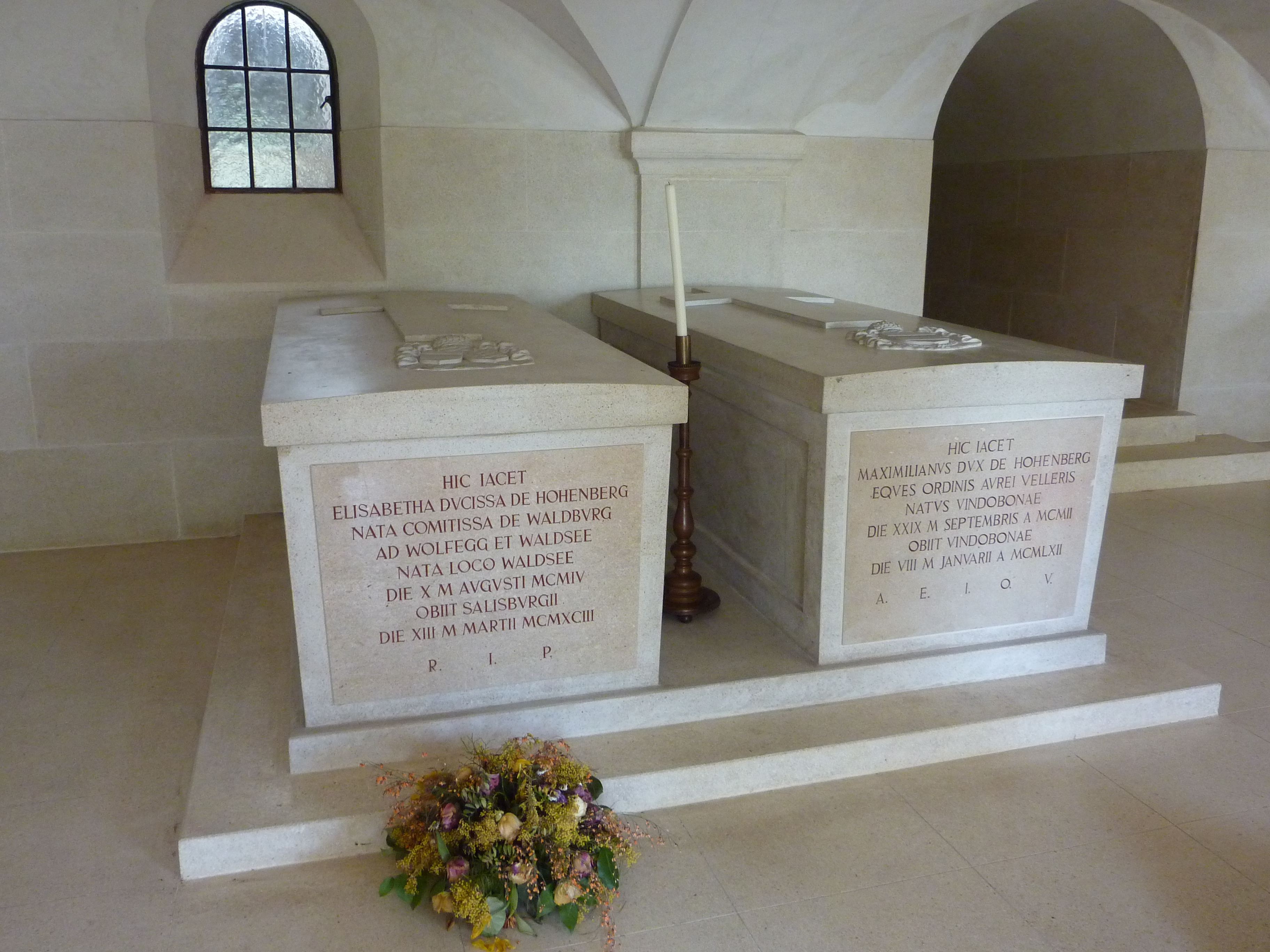
Sarcófago de Maximiliano, com o de sua mulher à esquerda

Maximiliano nasceu com o menor título principesco e designação territorial (von Hohenberg), reconhecido à sua mãe no tempo de seu casamento e, em 1905 compartilhada com seus irmãos, no recebimento do estilo de "Alteza Serena". Embora Sofia tivesse sido promovida de princesa (Fürstin) à duquesa (Herzogin) em 1909 pelo imperador Francisco José, Maximiliano não herdou o título após a morte de sua mãe, em 1914. Em 31 de agosto de 1917, no entanto, o imperador Carlos I concedeu-lhe o ducado em uma base hereditária, aumentando o seu tratamento de "Alteza Serena" (Durchlaucht) para "Alteza" (Hoheit).
Após o assassinato de seus pais em Sarajevo, em 1914, o que resultou na eclosão da Primeira Guerra Mundial, o príncipe Maximiliano, sua irmã Sofia e seu irmão, Ernesto foram acolhidos por seu tio materno, Jaroslav de Hohenstein.
Em 1919, após a derrota do Império Austro-húngaro e o colapso da monarquia dos Habsburgos, o governo da nova república da Tchecoslováquia desapropriou o Castelo Konopištěe e outros bens de família no antigo Reino da Boêmia, além da expulsão de Maximiliano e seus irmãos para a Áustria. Posteriormente, eles viveram em Viena e no Castelo Artstetten, na Baixa Áustria. Maximiliano obteve uma licenciatura em direito da Universidade de Graz, em 1926. Ele adquiriu propriedades e trabalhou como advogado.

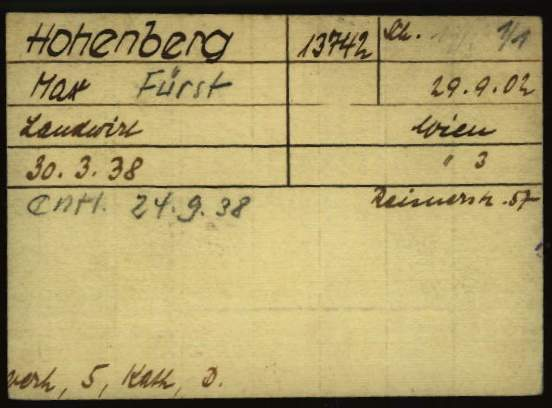
Cartão de registo de Maximiliano de Hohenberg como prisioneiro no campo de concentração nazi de Dachau

Em março de 1938, a Áustria tornou-se parte do Terceiro Reich como resultado do Anschluss. Por ter defendido a independência da Áustria e falado contra o Anschluss, Maximiliano e seu irmão Ernesto foram presos pelas autoridades alemãs e confinados no campo de concentração de Dachau, onde eles eram empregados na limpeza de latrinas. De acordo com Leopold Figl (que serviu como chanceler da Áustria após a Segunda Guerra Mundial), eles fizeram o trabalho de bom grado e mantinham boas relações com companheiros de prisão. Maximiliano foi libertado depois de seis meses (Ernesto foi transferido para outros campos de concentração e liberado somente em 1943) e, em seguida, foi obrigado a ficar no Castelo Artstetten; as autoridades do Reich também desapropriaram da família outras propriedades na Áustria.
Após a libertação da Áustria, em 1945, os moradores de Artstetten elegeram Maximiliano como prefeito, com a concordância das autoridades de ocupação soviética. Ele serviu dois mandatos de cinco anos como prefeito.
Maximiliano morreu em 8 de janeiro de 1962, com a idade de 59. Está sepultado na cripta da família Hohenberg no Castelo Artstetten. Os restos de sua esposa estão em um sarcófago a esquerda dele.

## Casamento e descendência
Maximiliano se casou com a condessa Isabel de Waldburg, em 16 de novembro de 1926. Ele tiveram seis filhos: Francisco,Jorge, Alberto, João, Pedro e Geraldo.

## Títulos e estilos
- 1902-1905: Príncipe Maximiliano de Hohenberg
- 1905-1914: Sua Alteza Sereníssima, o Príncipe Maximiliano de Hohenberg
- 1917-1962: Sua Alteza, o Príncipe Maximiliano, Duque de Hohenberg